# Бурниссен, Шанталь
Шанталь Бурниссен (фр. Chantal Bournissen; род. 6 апреля 1967, Аролла) — швейцарская горнолыжница, специалистка по скоростному спуску, супергиганту и комбинации. Представляла сборную Швейцарии по горнолыжному спорту в 1986—1995 годах, чемпионка мира, победительница семи этапов Кубка мира, обладательница малого Хрустального глобуса, участница трёх зимних Олимпийских игр.

## Биография
Шанталь Бурниссен родилась 6 апреля 1967 года в деревне Аролла кантона Вале, Швейцария.
Первого серьёзного успеха на международном уровне добилась в 1984 году, когда вошла в состав швейцарской национальной сборной и побывала на юниорском чемпионате мира в США, откуда привезла награду бронзового достоинства, выигранную в комбинации. Год спустя на аналогичных соревнованиях в Чехословакии стала бронзовой призёркой в слаломе и скоростном спуске.
В 1986 году попала во взрослую сборную и дебютировала в Кубке мира. В сезоне 1987 года уже одержала первую победу на этапе Кубку мира, выиграв скоростной спуск во французском Валь-д’Изере.
Благодаря череде удачных выступлений удостоилась права защищать честь страны на зимних Олимпийских играх 1988 года в Калгари — стартовала исключительно в зачёте скоростного спуска, расположившись в итоговом протоколе соревнований на 11-й строке.
В 1991 году на чемпионате мира в Зальбах-Хинтерглеме в комбинации обошла всех своих соперниц и завоевала тем самым золотую медаль. Также заняла здесь пятое место в слаломе и супергиганте, а в скоростном спуске стала четвёртой. По итогам сезона выиграла малый Хрустальный глобус в скоростном спуске, заняв в Кубке мира первое место.
Находясь в числе лидеров горнолыжной команды Швейцарии, благополучно прошла отбор на Олимпийские игры 1992 года в Альбервиле — в скоростном спуске и супергиганте не финишировала, тогда как в комбинации заняла четвёртое место, остановившись в шаге от призовых позиций.
После альбервильской Олимпиады Шанталь Бурниссен осталась в основном составе швейцарской национальной сборной и продолжила принимать участие в крупнейших международных соревнованиях. Так, в 1993 году она выступила на мировом первенстве в Мориоке, где в комбинации закрыла десятку сильнейших.
В 1994 году отправилась представлять страну на Олимпиаде в Лиллехаммере — стартовала в программе супергиганта, но не финишировала и не показала никакого результата.
Впоследствии оставалась действующей спортсменкой вплоть до 1995 года. В течение своей спортивной карьеры Бурниссен в общей сложности 14 раз поднималась на подиум Кубка мира, в том числе семь этапов выиграла. Наивысшая позиция в общем зачёте всех дисциплин — четвёртое место. Является, помимо всего прочего, чемпионкой Швейцарии по горнолыжному спорту.